# Aszur-uballit I

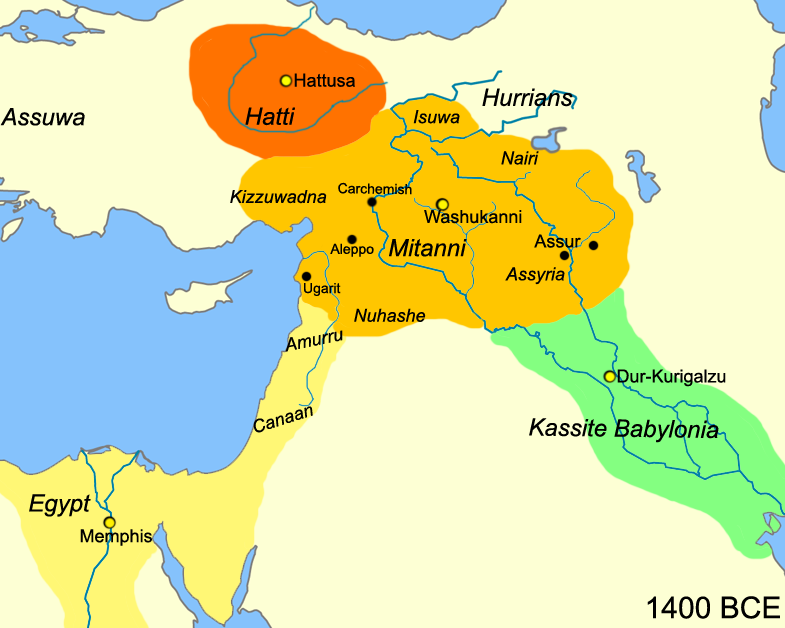
Mapa Bliskiego Wschodu ok. 1400 r. p.n.e. – Asyria wasalem Mitanni; dopiero za panowania Aszur-uballita I (1363-1328 p.n.e.) staje się niezależnym królestwem.

Aszur-uballit I – król Asyrii w latach 1363–1328 p.n.e., syn i następca Eriba-Adada I (1390-1364 p.n.e.), ojciec i poprzednik Enlil-narari (1327-1318 p.n.e.). Za jego panowania Asyria uwalnia się spod zwierzchnictwa państwa Mitanni i rozciąga swoją kontrolę nad ziemiami na północ i wschód od miasta Aszur.

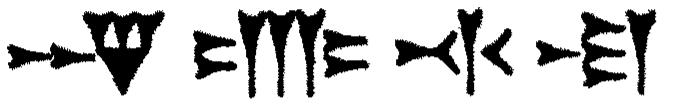
Zapis imienia Aszur-uballit (Aššur-uballiṭ) w piśmie klinowym stosowany w Kronice synchronistycznej (^{(m)}aš-šur-ú-TI.LA)

## Imię
Akadyjskie imię tego władcy brzmi Aššur-uballiṭ, co znaczy „Aszur utrzymał przy życiu”. Najczęściej spotykane w tekstach formy zapisu tego imienia to mda-šur-TI, mda-šur-TI.LA i mda-šùr-DIN (w inskrypcjach królewskich Aszur-uballita I), mdaš-šur-TI.LA (w późnej kopii inskrypcji Aszur-uballita I), (m)aš-šur(-u/ú)-TI.LA (w kopiach Asyryjskiej listy królów), maš-šur-ú-TI.LA (w Kronice synchronistycznej) i mAN.ŠÁR-DIN-iṭ (w Kronice P).

## Tytulatura
W swoich własnych inskrypcjach królewskich Aszur-uballit I, wzorem swoich poprzedników, nosi tytuł „zarządcy boga Aszura” (ÉNSI da-šur, ÉNSI da-šùr, ŠID da-šùr, ŠID daš-šur). Czasem nazywa też siebie „wybrańcem boga Enlila” (šakin Enlil). Wyjątkiem jest inskrypcja na jego pieczęci cylindrycznej (której odciski są znane), w której nosi on tytuł „króla Asyrii” (LUGAL KUR aš-šur).

## Rodzina
Zgodnie z Asyryjską listą królów Aszur-uballit I był synem i następcą Eriba-Adada I oraz ojcem i poprzednikiem Enlil-narari. Sam król we własnych inskrypcjach wylicza długą listę swoich przodków, sięgającą wstecz aż do Puzur-Aszura III:

„Aszur-uballit, zarządca boga Aszura, syn Eriba-Adada; Eriba-Adad, zarządca boga Aszura, (był) synem Aszur-bel-niszeszu; Aszur-bel-niszeszu, zarządca boga Aszura, (był) synem Aszur-nirari; Aszur-nirari, zarządca boga Aszura, (był) synem Aszur-rabi; Aszur-rabi, zarządca boga Aszura, (był) synem Enlil-nasira; Enlil-nasir, zarządca boga Aszura, (był) synem Puzur-Aszura III, zarządcy boga Aszura”

Z kolei Kronika synchronistyczna i Kronika P wspominają o córce Aszur-uballita I o imieniu Muballitat-Szerua, którą ojciec wydać miał za kasyckiego króla. Kara-hardasz, syn Muballitat-Szeruy, zasiadał przez krótki okres na tronie babilońskim, ale został zabity w przewrocie pałacowym.

## Długość i lata panowania
Zgodnie z kopią B (Khorsabad List) Asyryjskiej listy królów  Aszur-uballit I panować miał przez 36 lat, natomiast mocno uszkodzony fragment Synchronistycznej listy królów (tekst KAV 9) podaje 35-letni okres rządów w miejscu, w którym powinno znajdować się imię tego władcy. Uczeni datują jego panowanie na lata 1363–1328 p.n.e..

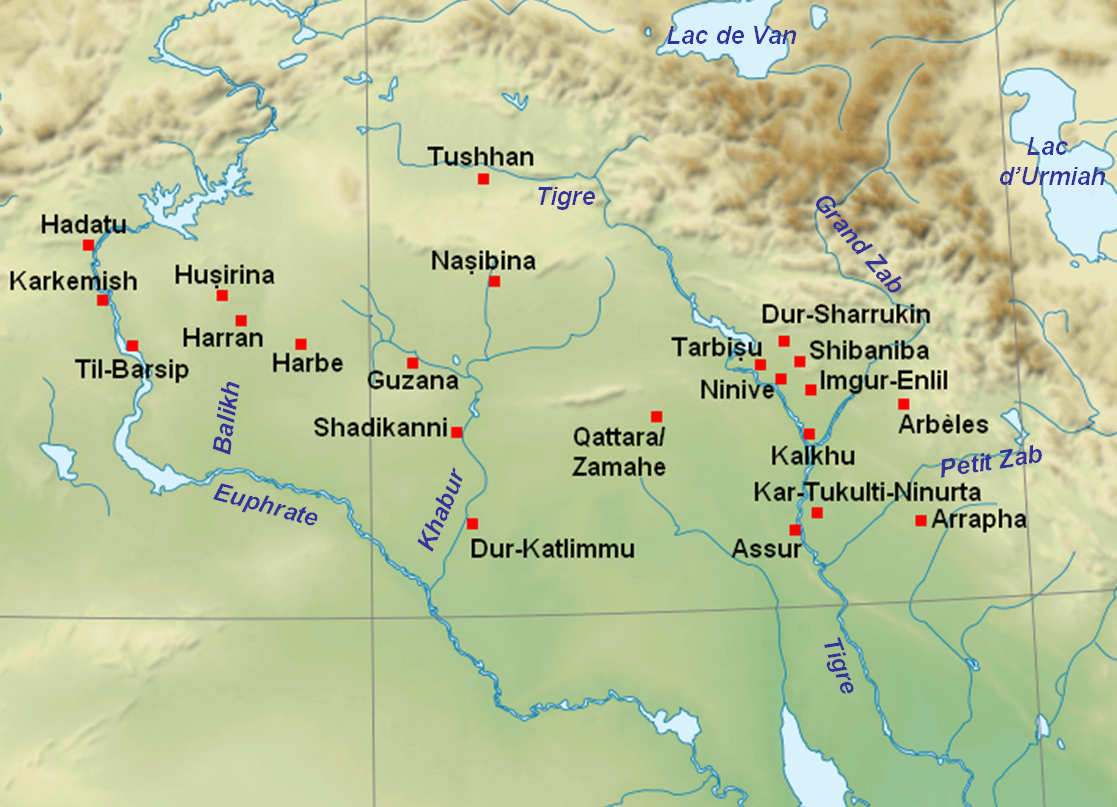
Mapa północnej Mezopotamii – państwo Aszur-uballita I ograniczało się do tzw. „trójkąta asyryjskiego”, tj. obszaru pomiędzy miastami Aszur (Assur), Niniwa (Ninive) i Arbela (Arbeles), zwanego też ojczyzną Asyryjczyków

## Kontakty zEgiptem
Za panowania Aszur-uballita Asyria ponownie wkracza na arenę międzynarodową. Świadczyć o tym może zgoda faraona egipskiego na akredytowanie przy jego dworze ambasadora asyryjskiego i odkrycie w Tell el-Amarnie listów Aszur-uballita skierowanych do faraona.

## Kontakty zBabilonią
Poprzez małżeństwo swojej córki Muballitat-Szeruy z Kara-indaszem, synem króla kasyckiego Burna-Buriasza II, Aszur-uballit doprowadził do przymierza Babilonii i Asyrii, skierowanego przede wszystkim przeciw koczowniczemu plemieniu Sutu najeżdżającemu pogranicze obu państw. Sojusz ten nie trwał jednak długo. Po śmierci Burna-Buriasza II w Babilonie wybuchło antyasyryjskie powstanie, prawowity następca tronu i wnuk króla asyryjskiego Kara-hardasz został zamordowany, a jego miejsce zajął uzurpator Nazi-Bugasz. Aszur-uballit I zdołał go pokonać, zlikwidować stronnictwo przeciwne Asyrii i osadzić na tronie Kurigalzu II.